# Gonia nanshanica
Gonia nanshanica là một loài ruồi trong họ Tachinidae.